# Fiodor Carkow
Fiodor Fiłatowicz Carkow (ros. Фёдор Филатович Царьков, ur. 1888 we wsi Dierewienskoje w guberni riazańskiej, zm. 13 maja 1938 w Kujbyszewie) – radziecki polityk, działacz partyjny, zastępca członka KC WKP(b) (1930-1934).
W 1906 wstąpił do SDPRR, bolszewik, 1907 aresztowany, 1913-1917 służył w rosyjskiej armii, był pomocnikiem komendanta rejonu wyborskiego (Piotrogród), a po rewolucji październikowej szefem gubernialnej milicji robotniczo-chłopskiej w Piotrogrodzie i przewodniczącym wyborskiego komitetu wykonawczego rady rejonowej (Piotrogród). 1921-1922 słuchacz fakultetu robotniczego przy Piotrogrodzkim Instytucie Politechnicznym, później studiował w tym instytucie (nie ukończył studiów), 1926-1927 był kierownikiem leningradzkiego gubernialnego oddziału edukacji narodowej, a 1927-1929 kierownikiem leningradzkiego obwodowego oddziału edukacji narodowej. Od 13 lipca 1930 do 26 stycznia 1934 zastępca członka KC WKP(b), od 14 grudnia 1931 do maja 1932 przewodniczący Komitetu Wykonawczego Piotrogrodzkiej Rady Obwodowej, później sekretarz Prezydium Komitetu Wykonawczego Kujbyszewskiej Rady Obwodowej.
4 lipca 1937 aresztowany, 13 maja 1938 skazany przez Sąd Najwyższy ZSRR na śmierć i rozstrzelany. 12 lipca 1957 pośmiertnie zrehabilitowany.